# Othmar Helferstorfer
Othmar Helferstorfer (19. července 1810 Baden – 25. října 1880 Vídeň) byl rakouský římskokatolický duchovní a politik z Dolních Rakous, v 2. polovině 19. století poslanec Říšské rady.

## Biografie
Studoval na Schottengymnasium (Skotské gymnázium) ve Vídni. V roce 1828 vstoupil do vídeňského benediktinského Skotského kláštera. Roku 1833 byl vysvěcen na kněze. V období let 1835–1842 pracoval jako kurát a duchovní na klášterní faře. Od roku 1842 byl profesorem humanitních předmětů na Skotském gymnáziu. Roku 1856 se stal ředitelem tohoto gymnázia. Od roku 1838 působil jako klášterní knihovník a zasadil se o katalogizaci jejích fondů. Roku 1854 se stal podpřevorem kláštera a roku 1861 opatem.
V 60. letech 19. století byl zvolen na Dolnorakouský zemský sněm za velkostatkářskou kurii. Zemský sněm ho roku 1868 zvolil i do Říšské rady. 17. října 1868 složil slib. Zemský sněm ho do Říšské rady delegoval i roku 1870. Do celostátního parlamentu se vrátil i v prvních přímých volbách roku 1873, kdy uspěl za kurii velkostatkářskou v Dolních Rakousích. Rezignaci na mandát oznámil dopisem 20. ledna 1874.
Od roku 1870 působil jako zemský maršálek zemského sněmu v Dolních Rakousích, tedy předseda sněmu (v některých jiných korunních zemích monarchie se tento post nazýval zemským hejtmanem). Od roku 1875 byl i doživotním členem Panské sněmovny (jmenovaná horní komora Říšské rady). Funkci zemského maršálka zastával až do své smrti. Patřil do frakce centralistické a provídeňské Strany ústavověrného velkostatku.
Zemřel v říjnu 1880.